# Vápenka a kamenolom Velká dohoda
Vápenka a kamenolom Velká dohoda leží na katastrálním území obce Lipovec v okrese Blansko. Lokalita se nachází v trati Plánivy, kde se již od středověku těžil vápenec a kde se v primitivních vápenicích pálilo vápno. V roce 1927 se dohodlo několik lipoveckých vápeníků na společném zpracování vápence a založili Společnost kamenolomu, která o rok později postavila šachtovou vápenku. Vzhledem k tomu, že v Lipovci vznikla ještě jedna menší společnost, která těžila a pálila vápno na katastru Holštejna, začalo se těmto společnostem říkat Velká a Malá dohoda. 
Vápenka Velká dohoda byla v roce 1950 znárodněna a poté převedena do národního podniku Hlubna Brno. V roce 1976 koupilo vápenku lipovecké JZD, ovšem již o tři roky později zde byla ukončena činnost a lom s vápenkou byl odprodán pro účely rekreace. 
V současné době slouží lokalita stále k rekreačním účelům, v roce 2000 zde byly obnoveny práce na zkoumání jeskynních prostor, které se nazývají jako Jeskyně Velká dohoda.

## Fotogalerie

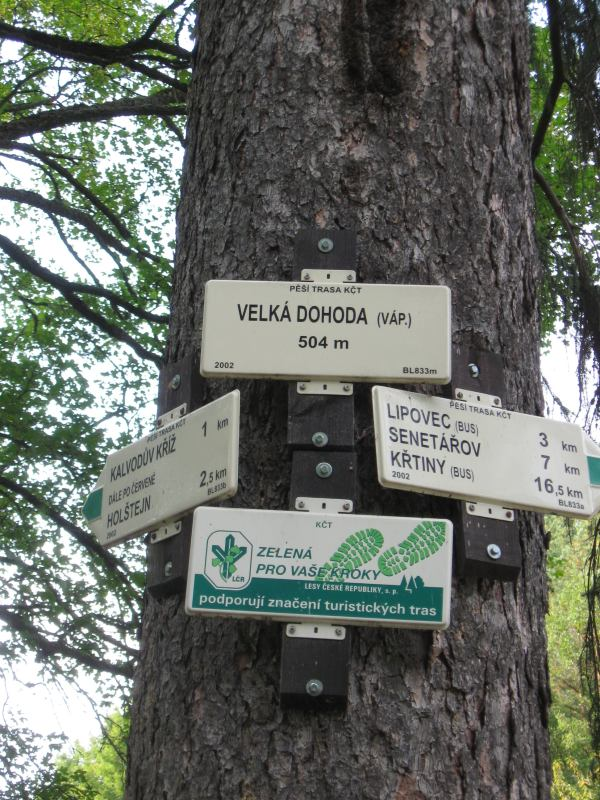
Rozcestník u vápenky
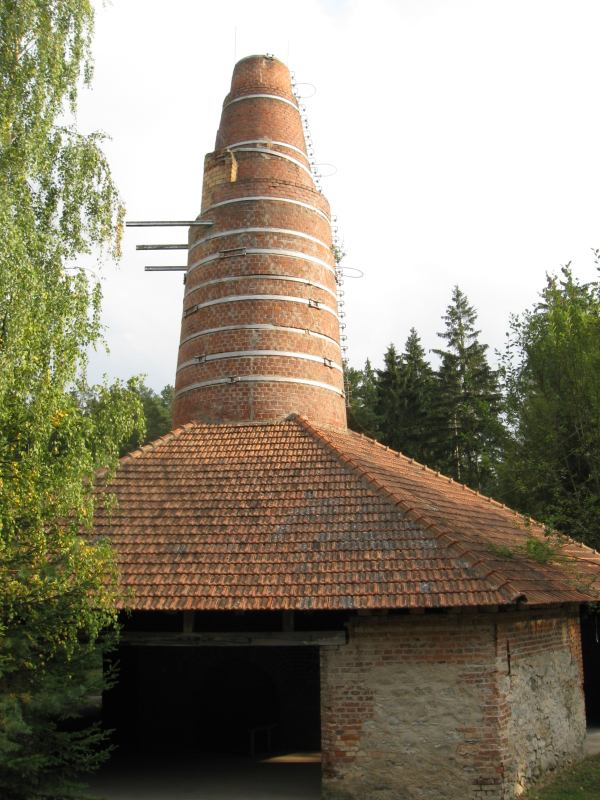
Vápenka
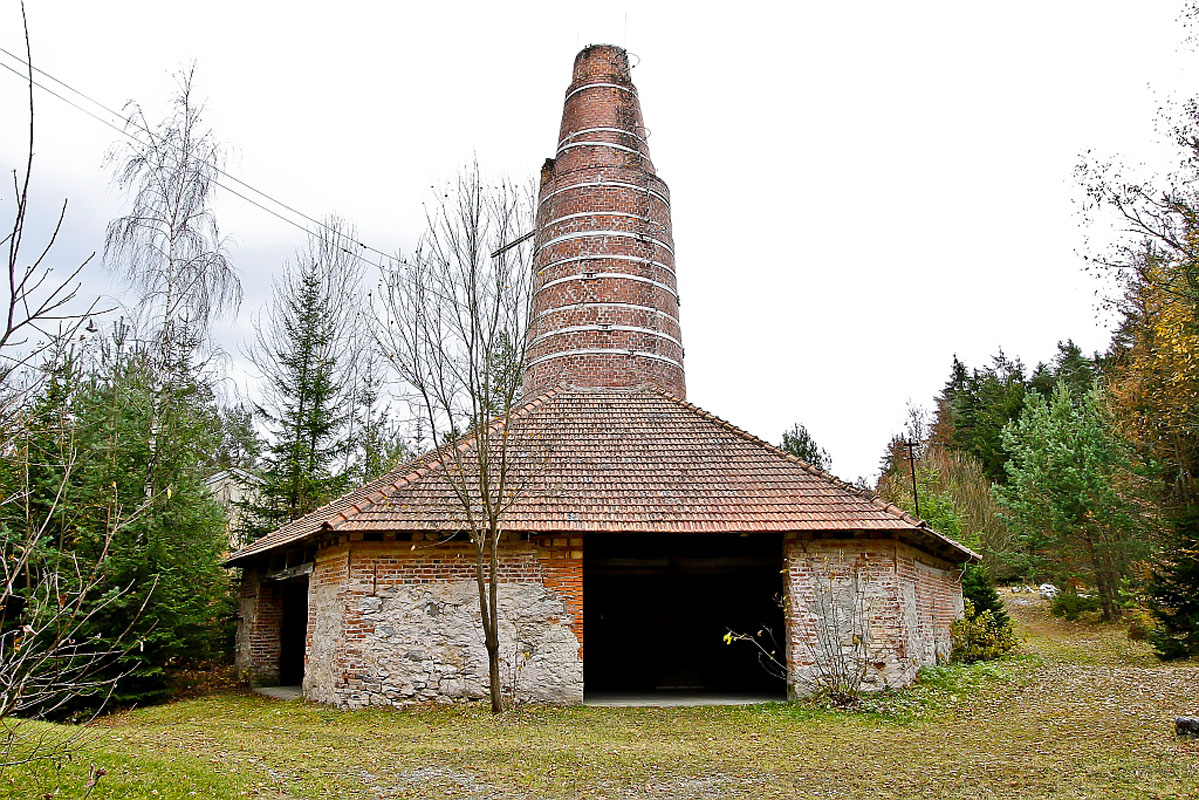
Vápenka Velká dohoda
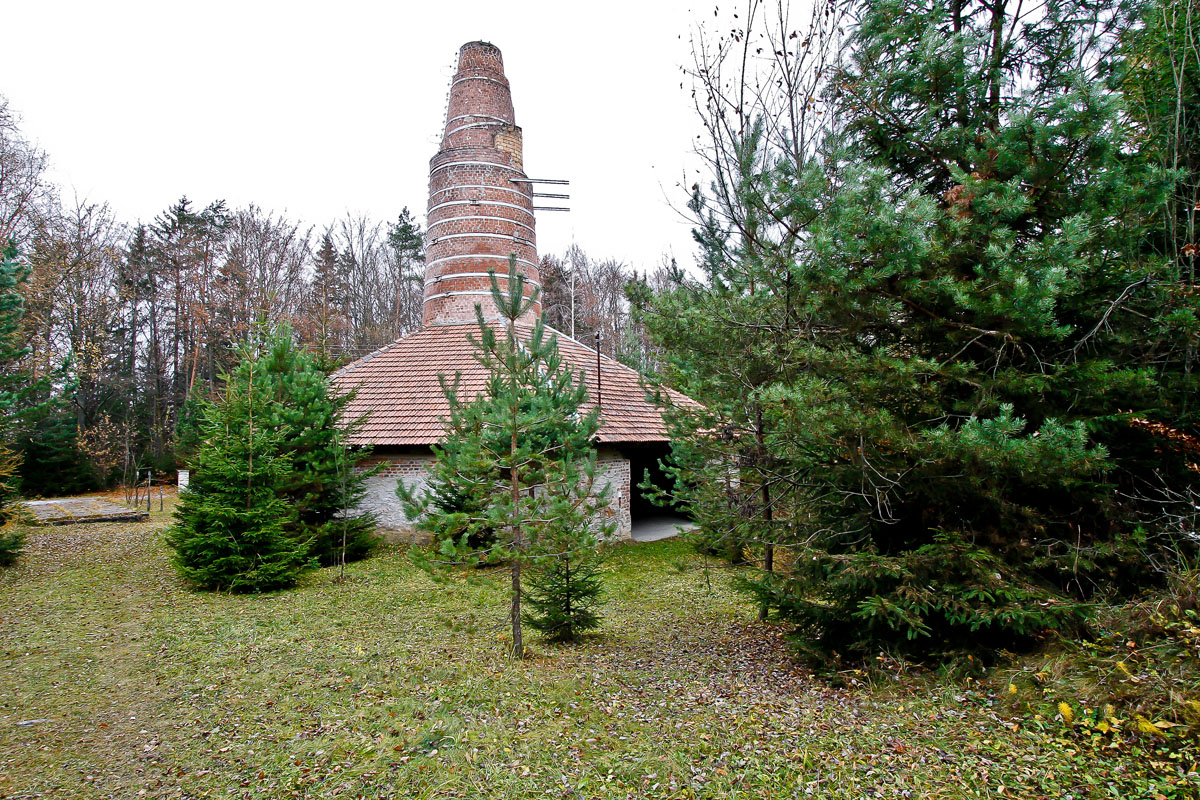
Vápenka Velká dohoda
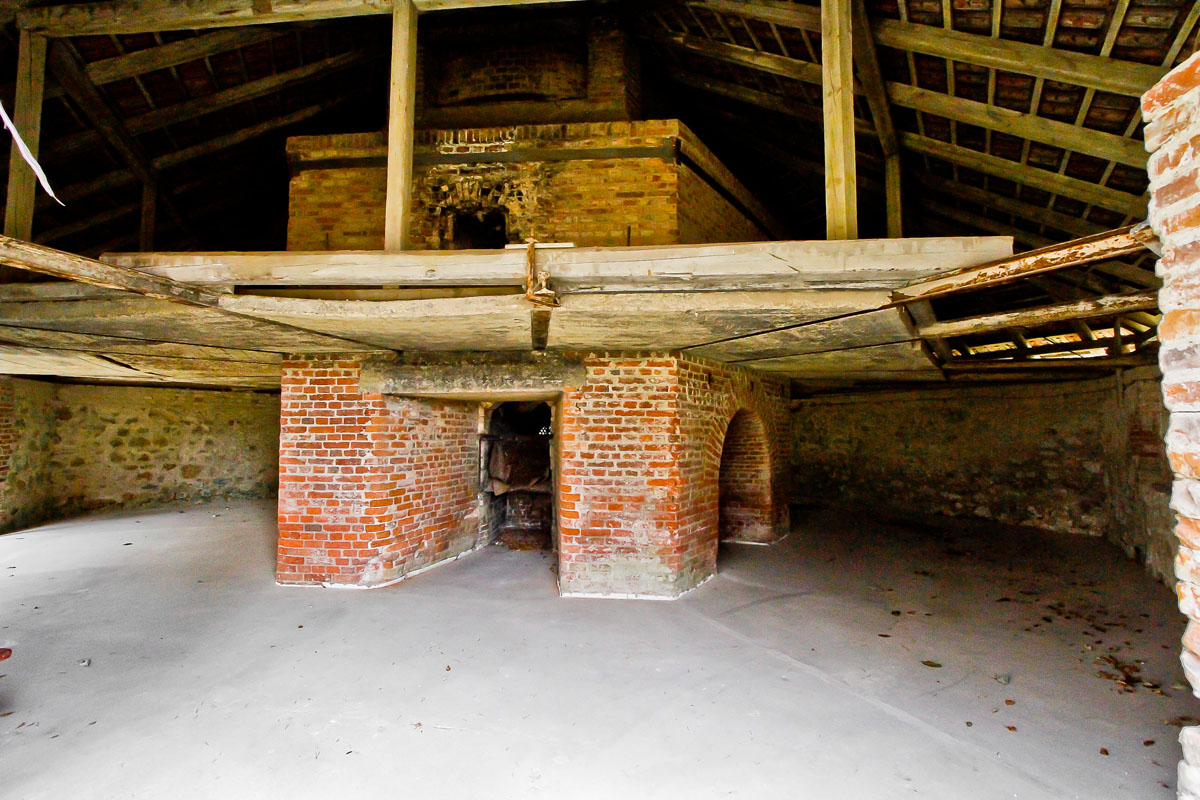
Vápenka Velká dohoda
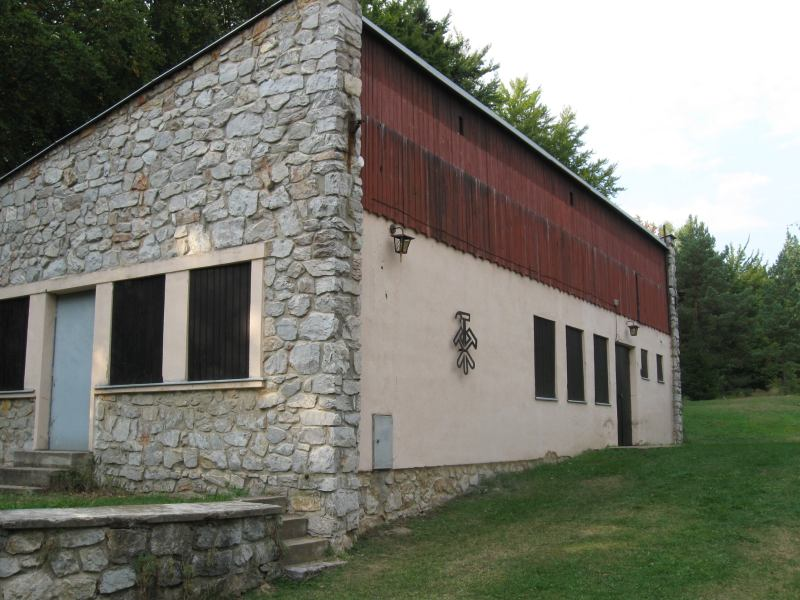
Provozní budova
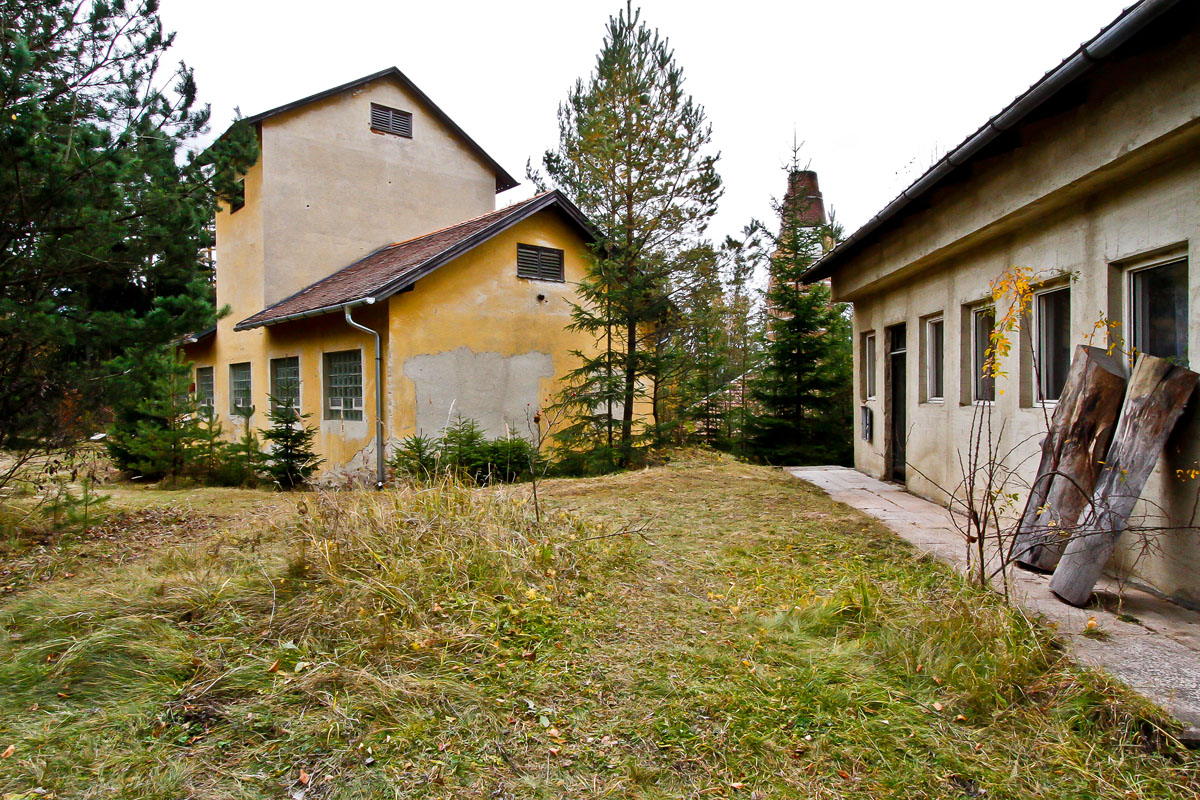
Mlýnice
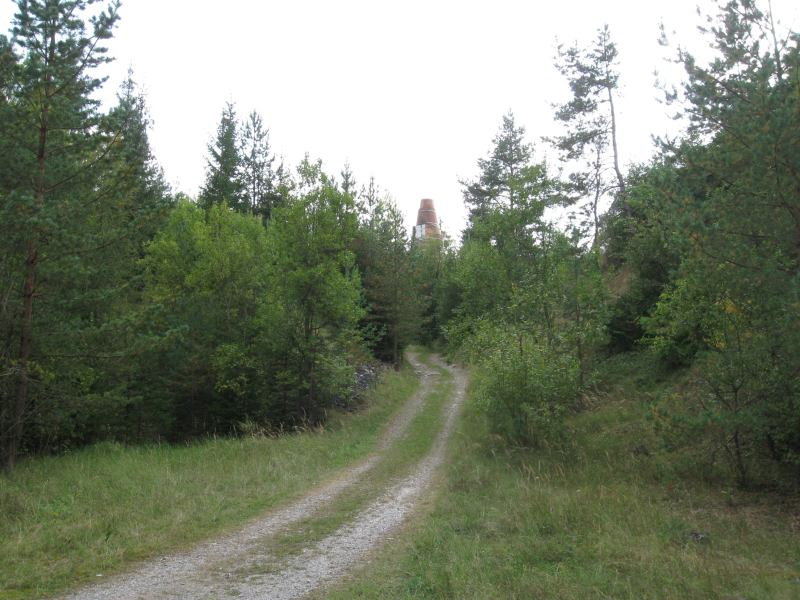
Cesta z lomu k vápence
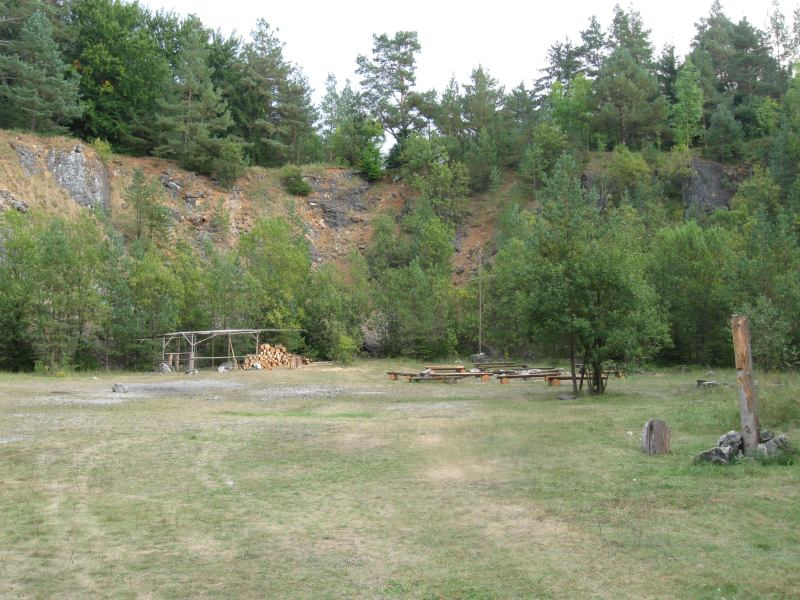
Bývalý lom – stav v roce 2009
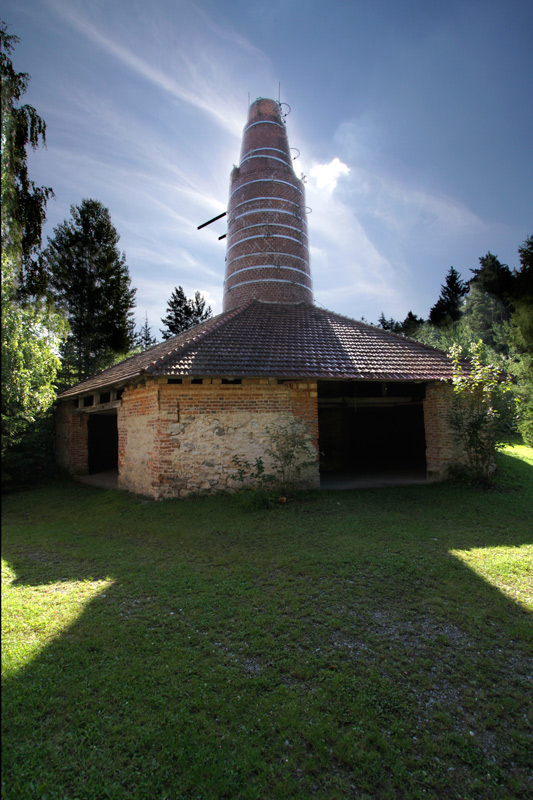
Vápenná pec Velká dohoda
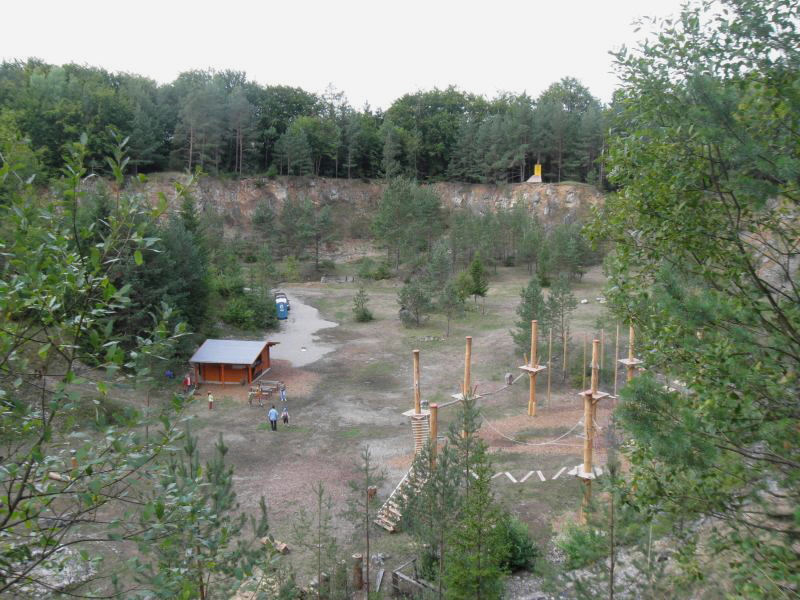
Přírodní areál Velké dohoda – lanovka, lanový park – stav v roce 2013